# Szűts Zoltán
Szűts Zoltán (Nagybecskerek, 1976. április 7. –) média és digitális pedagógia kutató, az Eszterházy Károly Egyetem Humáninformatika Tanszékének habilitált egyetemi docense, az Online és A világháló metaforái szakkönyvek szerzője, országos televízió és rádió csatornák, illetve nyomtatott lapok állandó szakértője.
Szűts Zoltán kutatási területeinek közös elemei az internetes lét és a digitális kultúra. A digitális pedagógia tudományterületéhez, az online irodalom, majd az online média és internetes kommunikáció, végül pedig az információs társadalom területén végzett kutatásai vezették. Interdiszciplináris kutatói és egyetemi oktatói munkája így kiterjed mindazon infokommunikációs jelenségekre, melyek gyökeres változást hoztak az elmúlt évtizedekben és hatást gyakoroltak a jelen oktatási, kulturális, társadalmi és gazdasági környezetére. Szűts Zoltán neveléstudományi kérdések mellett publikált az online kontextus természetét meghatározó hypertextualitás, a multimedialitás, az interaktivitás, a virtuális és az augmentált valóság, az álhírek, a Big Data, a chatbotok, a crowdsourcing, vagy éppen a sharing economy témájában is. 
Szűts Zoltán több tudományos folyóirat szerkesztője, és tematikus számok vendég szerkesztője. Munkái több mint 10 felsőoktatási intézményben kötelező irodalmak, többe között az ELTE BTK-n, TTK-n, IK-n, a BME-n, a BCE-n, az SZTE-n, a DE-n, az ME-n, a Babes-Bolyain és a Sapientian. Szűts Zoltán eddig több, mint 60 tudományos előadást tartott. Rendszeres szereplője a SISY, EDEN, HUCER, CogInfoCom és az Új Média konferenciáknak. 2020-tól már a hazai és nemzetközi kommunikációs és pedagógiai konferenciák, illetve tanár-továbbképzések meghívott plenáris előadója. 

## Élete
Szűts Zoltán az elmúlt két évtizedben több magyar és külföldi egyetem oktatója volt. 
- 2001-től 2004-ig az ELTE ösztöndíjas megbízott előadója,
- 2004 és 2007 között a koreai Hankuk University of Foreign Studies vendégtanára.
- 2008 és 2015 között a Kodolányi János Főiskola oktatója, 2011-től főiskolai tanára.
- 2015 és 2019 között a McDaniel College óraadója, a Zsigmond Király Egyetem kommunikáció tanszékének vezetője, az ELTE PPK óraadója.
- 2016 és 2020 között a Budapesti Műszaki és Gazdaságtudományi Egyetem Műszaki Pedagógia tanszékének először adjunktusa majd docense volt.
- 2020-tól  az Eszterházy Károly Egyetem Humáninformatika Tanszékén dolgozik egyetemi docensként.
- Az elmúlt 19 évben a magyar mellett angolul és szerbül is oktatott.
- 2018-tól a Milton Friedman Egyetem Alkalmazott Infokommunikációs Kutatócsoportjának vezetője,
- 2019-től 2020-ig a BME-MTA OCD Nyitott Tananyagfejlesztő Kutatócsoport szenior kutatója .
- 2013-ban Nemzeti Kiválóság ösztöndíjat kapott, 2019-ben a BME GTK kutatási díját nyerte el szenior kategóriában.
- Felesége Szűts-Novák Rita, gyerekei Szűts-Novák Csenge és Szűts-Novák Nimród Zoltán.

Tagság:
- MTA Köztestület
- Magyar Kommunikációtudományi Társaság
- Neveléstudományi Egyesület
- Magyar Pedagógia Társaság
- Magyar Nevelés- és Oktatáskutatók Egyesülete (HERA)
- Nyelvstratégiai Kutatócsoport
- Magyar Irodalomtörténeti Társaság
- BME Visual Learning Lab
- Magyar Írószövetség

## Válogatott tudományos munkái
Monográfiák 
- Szűts Zoltán: Online: Az internetes kommunikáció és média története, elmélete és jelenségei, Budapest, Magyarország : Wolters Kluwer (2018), ISBN 9789632957784
- Szűts Zoltán: A világháló metaforái, Budapest, Magyarország : Osiris Kiadó (2013), ISBN 9789633899342
- Szűts Zoltán: Egyetem 2.0: Az internetes publikációs paradigma, az interaktív tanulási környezet és a felhasználók által létrehozott tartalom kihívásai a felsőoktatásban, Székesfehérvár, Magyarország : Kodolányi János Főiskola (KJF) (2014), ISBN 9786155075230
- Szűts Zoltán: A hypertext. Budapest, Magyarország : Gépeskönyv (2000)

Teljes publikációs lista: MTMT

## Külső hivatkozások
- Hivatalos honlapja

- Mediapedia.hu

Teljes publikációs lista: MTMT